# ハナヤマ
株式会社ハナヤマは、東京都千代田区に本社を置く玩具メーカーである。

## 歴史
ハナヤマは、花山直康が1933年に東京都港区に創業した「花山ゲーム研究所」が元となっている。同研究所は、創業当初からダイヤモンドゲームなどの室内遊戯の販売を行っている。
1952年に「はなやま商店」を設立、1953年に日本初のボードゲーム「バンカース｣を発売。1961年に「はなやま知育玩具株式会社」に改組している。
1972年に千葉県市川市に移転し、社名も「はなやま玩具株式会社」となった。2004年に「株式会社ハナヤマ」に社名を変更している。
2012年に本社を東京都千代田区に移転した。

## 事業所
- 本社
  - 東京都千代田区神田佐久間町1丁目25 秋葉原鴻池ビル6F
- お客様相談センター
  - 千葉県市川市奉免町68

## 主な製品
- 伝統ゲーム
  - リバーシ
  - チェス（コンピュータチェスを含む）
  - ダイヤモンドゲーム
  - 将棋・囲碁
  - ドミノ
  - キャロム
  - ヤッツィーなど
- ボードゲーム
  - バンカース
  - カタンの開拓者たち
  - ゲームカルテット（カルメン、ニップ、ノロマ、リバーシのセット）
  - ダブルクインテットNEO（将棋、囲碁（13路盤）、リバーシ、ニップ、チェス、バックギャモン、ダイヤモンドゲーム、コピット、シーカ、ソリテアのセット）
  - ジャンポン
- 電子ゲーム
  - ゲームロボット（タカトクトイスから継承）

など
- パズル
  - はずる（2016年7月に「キャストパズル」から改称）
  - ラッキーパズル
  - シンクファン(ThinkFun)社の製品
    - ラッシュアワーなど
- ビンゴ
  - THEデジビンゴZなど
- ルーレット